# 海南玉螺
海南玉螺（学名：Natica hainanensis），是异足目玉螺科玉螺属的一种。主要分布于中国大陆，常栖息在潮间带。
其种加词“hainanensis”意为“海南的”。